# Cheshire (comté)
Pour les articles homonymes, voir Cheshire.
Le Cheshire /ˈt͡ʃɛʃə(ɹ)/, anciennement appelé « comté de Chester » (County of Chester), est un comté en grande partie rural dans le nord-ouest de l’Angleterre. Son chef-lieu administratif est la ville de Chester, bien que Warrington soit la ville la plus peuplée du comté. Cheshire avoisine le Merseyside et Grand Manchester dans le nord, Derbyshire dans l’est et Shropshire et Staffordshire dans le sud. À l’ouest du comté se trouvent deux districts gallois, Flintshire et Wrexham.
Le comté cérémonial a une superficie de 2 034 km2, mais à cause des lois anglaises concernant l’administration locale des autorités unitaires, Halton et Warrington ne font pas officiellement partie du Cheshire. L’urbanisation a peu touché la région, où l’agriculture reste une des principales sources de revenus. Le comté est connu pour le fromage du même nom, l’extraction du sel et la production de soie.

## Étymologie
Le nom Cheshire est dérivé de l'ancien nom de Chester et apparaît pour la première fois sous la forme Legeceasterscir dans la Chronique anglo-saxonne. Ce nom signifie  « le shire de la ville des légions ». Il apparaît pour la première fois en 980 mais les historiens pensent que le comté est une création d'Édouard l'Ancien qui remonte à 920. Dans le grand inventaire de 1086, connu sous le nom de « Livre du Jugement Dernier » (Domesday Book), Chester est inscrite sous le nom de  Cestrescir  (Chestershire), appellation également dérivée du nom qui désignait Chester à cette époque. Une série de mutations affectant la langue anglaise dans le sens d'une simplification produisirent le vocable Cheshire, utilisé de nos jours.
En raison des liens historiques étroits avec le territoire adjacent à l'ouest, futur pays de Galles, il existe de nombreux témoignages des transactions entre les deux régions. Le grand inventaire classe dans le Cheshire les deux districts d'Atiscross et Exestan qui furent plus tard rattachés au pays de Galles. De plus, une large portion du district de Duddestan forma plus tard le Maelor Saesneg et fut rattachée au pays de Galles. Pour ces raisons et d'autres encore, le nom gallois du Cheshire, Swydd Gaerlleon, est parfois utilisé au pays de Galles par des locuteurs gallois.

## Géographie
L'Est du comté est montagneux. Il culmine à Shining Tor à 559 mètres d'altitude dans le Peak District.

## Histoire

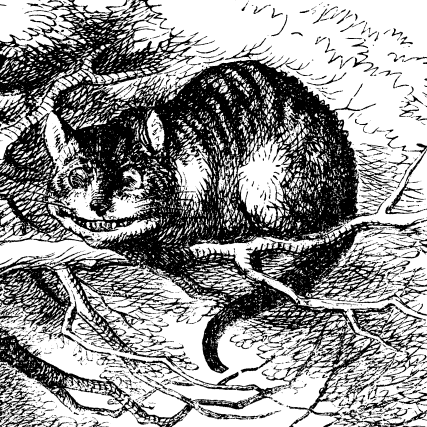
Le Chat du Cheshire par John Tenniel.

Cette région d'Angleterre a été peuplée depuis l'Âge de la pierre, et plusieurs forteresses datant de l'Âge du fer ont été découvertes. L'homme de Lindow, découvert dans une tourbière à Lindow Moss, est un témoignage de cette époque. Le Cheshire auquel réfère le Livre du Jugement Dernier de 1086 était une plus grande région que le comté actuel. À l'époque de ce recensement, le Cheshire avait délimité par le fleuve de la Ribble, qui traverse maintenant les comtés de Lancashire et Yorkshire. Les villes de Broughton, Hawarden, Prestatyn et Rhuddlan faisaient partie du comté, mais ils se trouvent maintenant au pays de Galles. En 1182, les autorités anglaises attribuaient tout le territoire de Cheshire au nord du fleuve de la Mersey au nouveau comté de Lancashire.

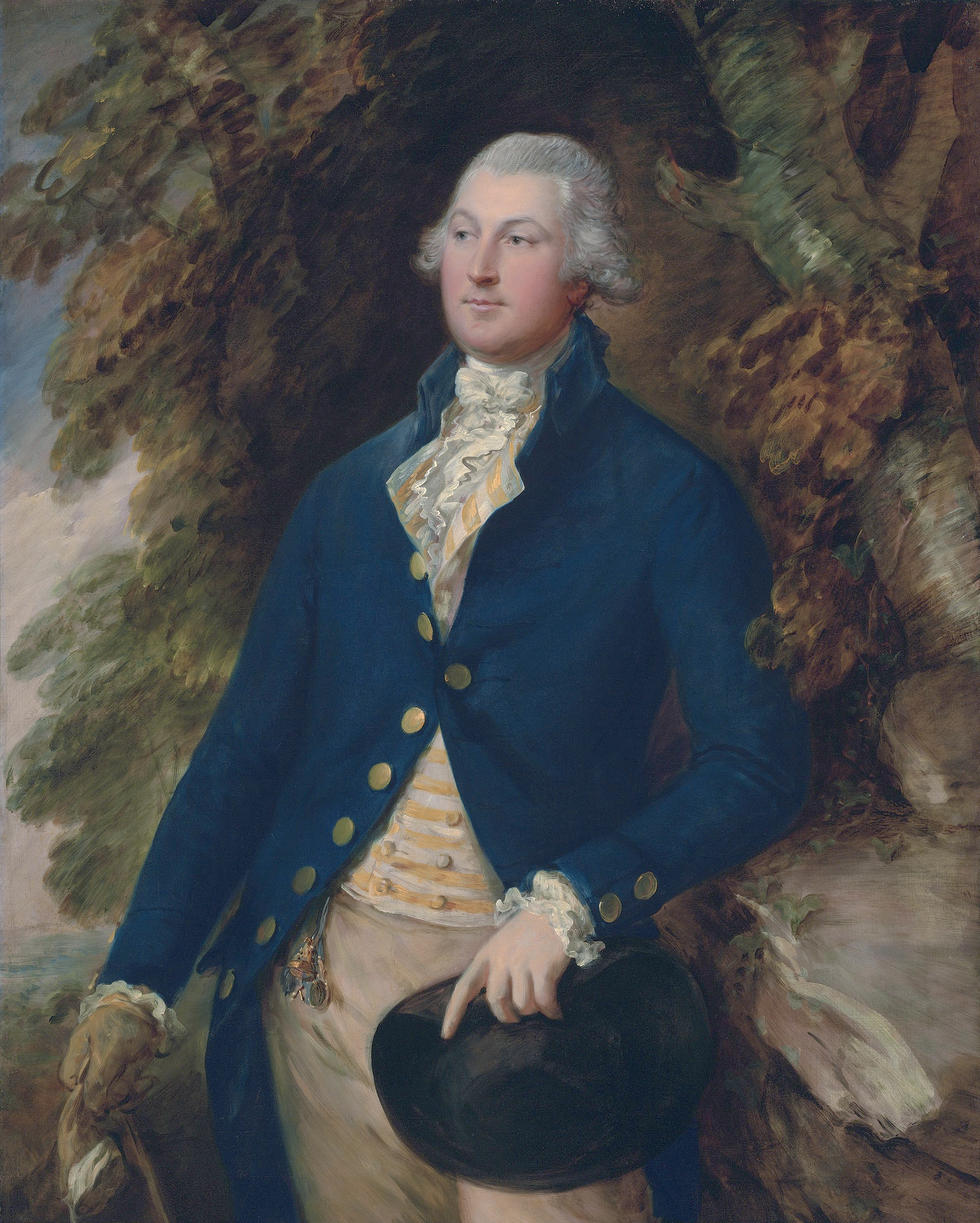
Sir Richard Brooke
5ème Bt. (1753-1795)
par Gainsborough
Collection privée

Les portraits de Sir Richard Brooke, 5ème Baronnet (1753-1795) et de son frère Thomas, réalisés par Thomas Gainsborough, sont longtemps restés dans leur maison familiale le Norton Prieuré à Runcorn. Ils sont aujourd'hui dans des collections privées.
Depuis l'adoption de la Loi concernant le gouvernement local de 1972, le comté a encore perdu des parties de son territoire aux comtés métropolitains de Merseyside et de Grand Manchester dans le nord et au Derbyshire dans l'est. Le 1er avril 1998, les villes de Warrington et Halton sont devenues des autorités unitaires qui sont administrativement indépendantes du Cheshire. Le comté et ces villes coopèrent dans les domaines des affaires policières et de la sécurité civile.
En 2002, une association caritative a désigné la cardamine des prés comme la fleur officielle du comté.
Le comté du Cheshire a été rendu célèbre par le mystérieux et souriant chat créé par Lewis Carroll dans Alice au pays des merveilles. Lewis Carroll est d'ailleurs né à Daresbury dans le Cheshire.

## Culture

### Patrimoine
Le Cheshire possède une vingtaine de châteaux, qui sont, pour une part, des mottes castrales et des ouvrages défensifs datant de l'invasion normande et de la période ultérieure ayant servi à surveiller la frontière avec le Pays de Galles, et, pour une autre part, des manoirs seigneuriaux fortifiés.

## Subdivisions

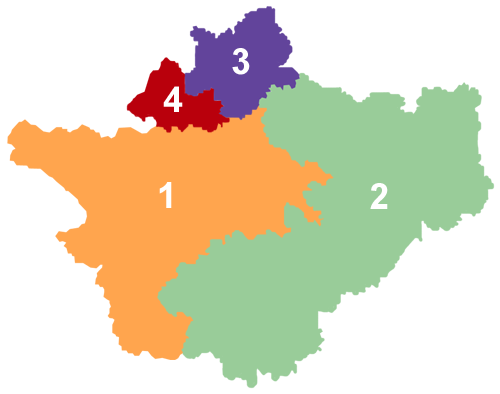
Carte des subdivisions du Cheshire.

Le Cheshire est subdivisé en quatre autorités unitaires :
| No | Nom                              | Chef-lieu  | Superficie (km2) | Population (est. 2011) |
| -- | -------------------------------- | ---------- | ---------------- | ---------------------- |
| 1  | Cheshire West and Chester (A.U.) | Chester    | 916,7            | 329 500                |
| 2  | Cheshire East (A.U.)             | Sandbach   | 1 158,2          | 370 700                |
| 3  | Warrington (A.U.)                | Warrington | 180,7            | 202 200                |
| 4  | Halton (A.U.)                    | Widnes     | 79,1             | 125 700                |

## Politique
Le Cheshire comprend onze circonscriptions électorales :
| Nom | Nom                       | Nombre d'électeurs (2019) | Député                                 |
| --- | ------------------------- | ------------------------- | -------------------------------------- |
|     | City of Chester           | 76 057                    | Chris Matheson (Parti travailliste)    |
|     | Congleton                 | 80 930                    | Fiona Bruce (Parti conservateur)       |
|     | Crewe and Nantwich        | 80 321                    | Kieran Mullan (Parti conservateur)     |
|     | Eddisbury                 | 73 700                    | Edward Timpson (Parti conservateur)    |
|     | Ellesmere Port and Neston | 70 327                    | Justin Madders (Parti travailliste)    |
|     | Halton                    | 71 930                    | Derek Twigg (Parti travailliste)       |
|     | Macclesfield              | 76 216                    | David Rutley (Parti conservateur)      |
|     | Tatton                    | 69 018                    | Esther McVey (Parti conservateur)      |
|     | Warrington North          | 72 235                    | Charlotte Nichols (Parti travailliste) |
|     | Warrington South          | 86 015                    | Andy Carter (Parti conservateur)       |
|     | Weaver Vale               | 70 551                    | Mike Amesbury (Parti travailliste)     |

## Personnalités nées dans le comté
- Gary Barlow, chanteur
- Hugues Calveley, figure historique
- Lewis Carroll, auteur
- Daniel Craig, comédien
- Simon Davies, footballeur et entraîneur
- Andy Goldsworthy, photographe et sculpteur
- Harry Styles, chanteur et comédien
- Alan Turing, mathématicien et cryptologue
- Polly Walker, comédienne
- Vivienne Westwood, styliste et créatrice de mode